# ديمون جونسون
ديمون جونسون (1 مارس 1974 - ) هو لاعب كرة سلة أيسلندي في مركز هجوم صغير الجسم.

## وصلات خارجية
- ديمون جونسون على موقع بروبوليرز (الإنجليزية)